# Hoằng Trung
Hoằng Trung là một xã thuộc huyện Hoằng Hóa, tỉnh Thanh Hóa, Việt Nam.
Xã Hoằng Trung có diện tích 5,02 km², dân số năm 1999 là 5265 người, mật độ dân số đạt 1049 người/km².